# Untere Wümme (Bremen)
Untere Wümme ist ein Naturschutzgebiet in den Ortsteilen Blockland und Borgfeld und dem Stadtteil Horn-Lehe der Stadtgemeinde Bremen.

## Allgemeines
Das Naturschutzgebiet ist 148,5 Hektar groß. Es ist im Naturschutzbuch der Stadtgemeinde Bremen unter der Nummer 13 eingetragen. Das Naturschutzgebiet ist Bestandteil des rund 445 Hektar großen FFH-Gebietes „Untere Wümme“ und des 3.180,3 Hektar großen EU-Vogelschutzgebietes „Blockland“. Das Gebiet steht seit dem 8. Oktober 1991 unter Naturschutz. Es wird seit 2006 von der 1999 gegründeten Stiftung NordWest Natur betreut. Zuständige Naturschutzbehörde ist der Senator für Umwelt, Bau und Verkehr.

## Beschreibung
Das Gebiet umfasst den Unterlauf der Wümme von Borgfeld bis zur Lesum zwischen der Landesgrenze zu Niedersachsen in der Flussmitte und dem Wümmedeich. Es schließt direkt an das gleichnamige Naturschutzgebiet auf niedersächsischem Gebiet an und bildet mit diesem ein zusammenhängendes Schutzgebiet. Südlich des Deichs liegt das Blockland, eine Feuchtwiesenlandschaft und ursprünglich Überschwemmungsgebiet der Wümme, das als Landschaftsschutzgebiet „Blockland-Burgdammer Wiesen“ ausgewiesen ist. Im Südosten grenzt es an das Naturschutzgebiet „Westliches Hollerland (Leherfeld)“, im Osten schließt sich das Naturschutzgebiet „Borgfelder Wümmewiesen“ an.
Der mäandrierende, gezeitenbeeinflusste Unterlauf der Wümme ist geprägt von weitläufigen Röhrichtgebieten, Weidenauwald, feuchten Hochstaudenfluren sowie Süßwasserwatten. Er hat eine große Bedeutung als verbindendes Glied zwischen der flussaufwärts liegenden Fischerhuder und Borgfelder Wümmeniederung und der nordwestlich gelegenen Hammeniederung. 
Die Wümme ist Lebensraum verschiedener Wanderfische. Aal, Lachs und Meerforelle sind heimisch. Der Fluss ist auch Lebensraum von Meer-, Fluss- und Bachneunauge sowie des Schlammpeitzgers. Auch der Fischotter ist hier wieder heimisch. Die ausgedehnten Röhrichtgebiete sind Lebensraum verschiedener Röhrichtbrüter, darunter verschiedene Rohrsängerarten. Auch die Rohrweihe kommt vor. Im Naturschutzgebiet siedeln u. a. Sumpfdotterblume und Sumpfgreiskraut.
In der Nähe der Oberneulander Schleuse, welche die Neue Semkenfahrt mit der Wümme verbindet, hat sich Anfang der 1990er-Jahre eine Graureiherkolonie angesiedelt.
Das Naturschutzgebiet grenzt im Osten an die Borgfelder Allee, die Borgfeld mit Lilienthal verbindet, und wird etwas unterhalb der Borgfelder Allee von der Lilienthaler Allee als Lilienthaler Umgehungsstraße gequert. Parallel dazu quert die Trasse der ehemaligen Kleinbahn Bremen–Tarmstedt das Schutzgebiet (auf ihr verläuft ein Rad- und Wanderweg). Eine weitere Straße quert das Schutzgebiet südöstlich von Ritterhude.